# 中国抗癌协会
中国抗癌协会（英文名称：CHINA ANTI CANCER ASSOCIATION，缩写：CACA）是中华人民共和国肿瘤学科技工作者组成的群众性学术团体，是中国科学技术协会主管的社会团体，于1985年成立。

## 简介[2]
该协会经过中国民政部注册、由中国科学技术协会主管、是具有独立法人资格的肿瘤学科的国家一级学会。
该协会成立于1984年4月28日，创始人为金显宅教授，历任理事长分别为吴桓兴教授、张天泽教授、徐光炜教授、郝希山院士、樊代明院士。

## 协会规模
该协会的秘书处设于天津市，在中国的31个省、市、自治区建立了地方抗癌协会，在全中国范围内组建了81个分支机构，102个会员单位，现有个人会员近26万人。